# Villa Bellini (Firenze)
Villa Bellini "la Quiete" si trova in via della Quiete a Firenze.
La villa, nonostante i vari rimaneggiamenti nei secoli e l'aggiunta di un corpo di fabbrica più recente, mantiene ancora i caratteri severi dell'architettura rurale cinquecentesca.
Qui venne ospitato un collegio dove le "aspiranti Monna Tessa" si istruivano nell'assistenza e in varie discipline.  Attorno al cortile centrale si affacciano i vari fabbricati, un tempo adoperati per usi agricoli e poi come sede del collegio.
Il grazioso giardino di impianto geometrico è circondato da un'area agricola un tempo frutteto.